# Donna & Joe
Donna & Joe ist ein irisches Pop-Duo, bestehend aus den Geschwistern Donna und Joseph McCaul (* 30. Mai 1984 bzw. 1989 in Athlone).

## Werdegang
Landesweite Bekanntheit erhielt das Geschwisterduo als Teilnehmer der RTÉ-Castingshow You’re a star, wo sie mit dem Titel Amazing Grace den Sieg errangen. Dies berechtigte sie zur Teilnahme am Eurovision Song Contest 2005 als Vertreter Irlands. Mit dem Popsong Love traten sie im Halbfinale an, konnten sich allerdings nicht für das Finale des Wettbewerbs qualifizieren.
2008 war das Duo noch einmal im irischen Fernsehen zu sehen, diesmal in der Reality-Show Fáilte Towers. In dieser Sendung hatten sie ein Hotel zu managen.